# Capanna Regina Margherita
Die Capanna Regina Margherita, deutsch Margheritahütte, ist eine Schutzhütte der Sektion Varallo des Club Alpino Italiano auf der Signalkuppe im Monte-Rosa-Massiv der Walliser Alpen in Italien. Die Landesgrenze zur Schweiz verläuft wenige Meter westlich der Hütte. Das Gebäude befindet sich auf dem Gemeindegebiet von Alagna Valsesia.
Sie liegt auf einer Höhe von 4554 m s.l.m. und ist damit das höchstgelegene Gebäude Europas. Sie wird von Mitte Juni bis Mitte September bewirtschaftet und bietet in dieser Zeit 70 Bergsteigern Schlafplätze. In der restlichen Zeit des Jahres steht der Winterraum mit 12 Lagern offen. In der Hütte befindet sich ein internationales Zentrum für höhenphysiologische Forschung. Über die Jahre entstand eine Kooperation zwischen vielen Forschergruppen der klinischen und theoretischen Medizin der Universitäten Zürich, Bern, Lausanne, Innsbruck und Heidelberg.

## Zustiege

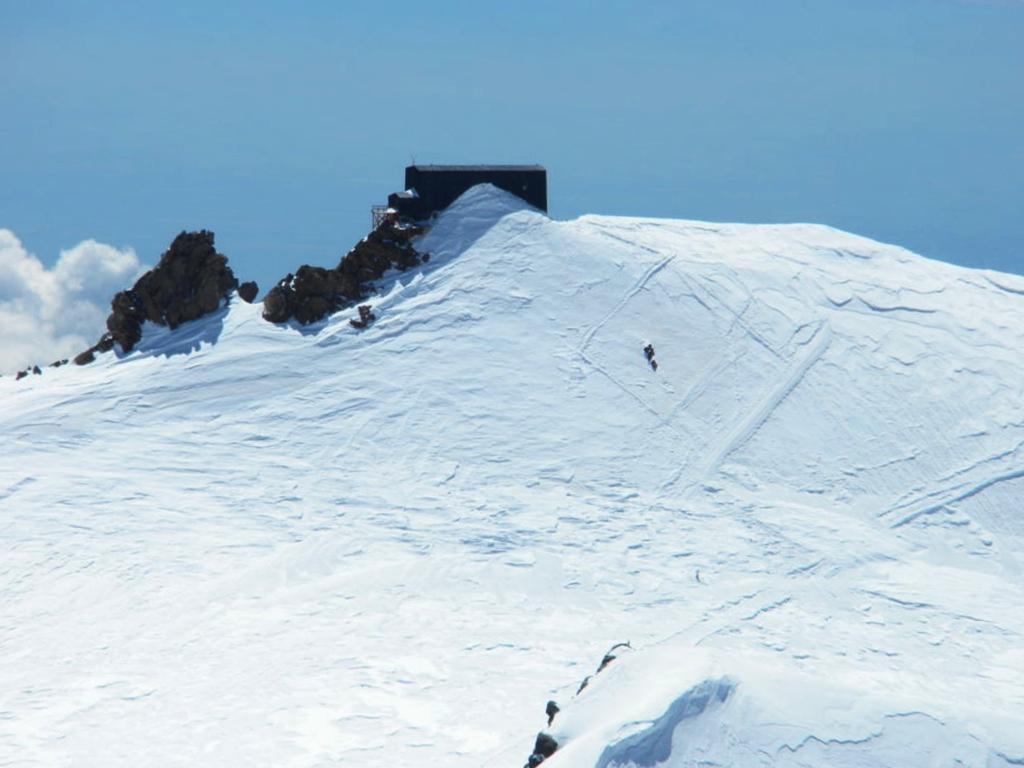
Hütte von Nordwesten

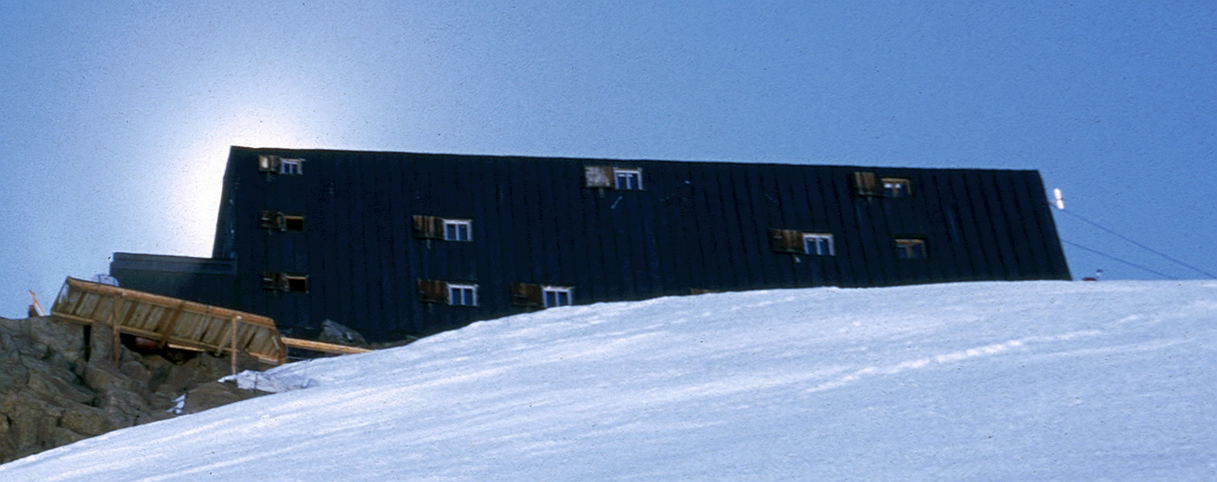
Seitenansicht in voller Länge

Die Zustiege entsprechen den Routen auf die Signalkuppe. Es handelt sich dabei stets um Gletschertouren, die eine entsprechende Ausrüstung und Umsicht erfordern. Von italienischer Seite kann die Hütte am einfachsten mittels eines vierstündigen Anstiegs über die auf 3647 m Höhe liegende Capanna Giovanni Gnifetti erreicht werden.
Die Capanna Regina Margherita dient als Ausgangspunkt zu den Gipfeln der Zumsteinspitze, der Dufourspitze, des Nordend und dem Ost- und Westgipfel des Liskamm.

## Geschichte

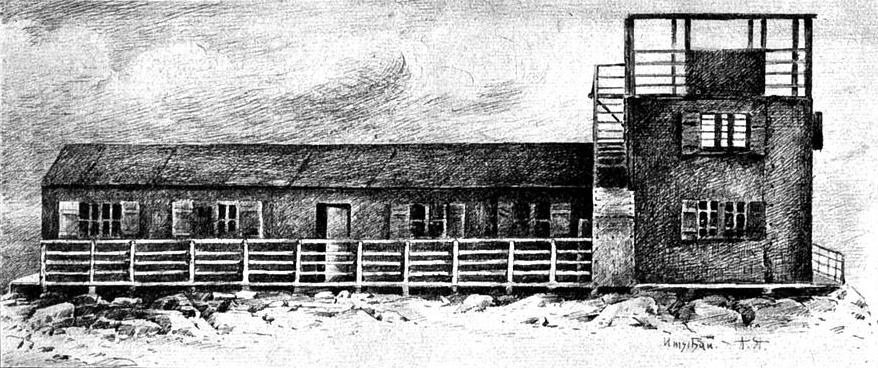
Die Hütte nach der Erweiterung 1903

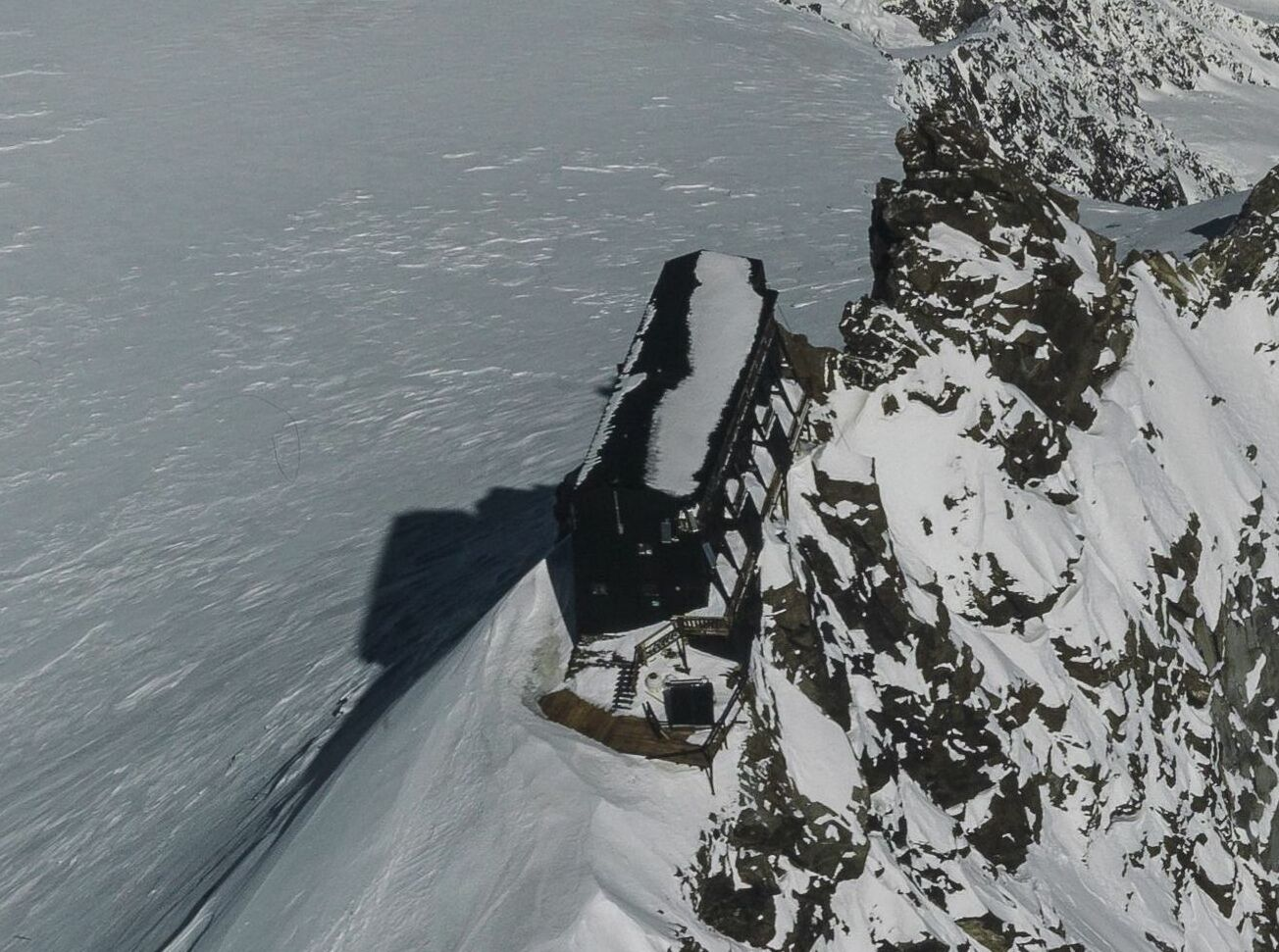
Luftbild der Hütte (1995)

Am 14. Juli 1889 beschloss eine Delegiertenversammlung des Club Alpino Italiano den Bau einer Bergsteigerunterkunft und Forschungsstation auf über 4500 m Höhe. Wegen der Notwendigkeit eines relativ kurzen Zugangs und Sicherheit vor Lawinen waren im Vorfeld unter anderem der Mont Blanc (4810 m), die Dufourspitze (4634 m ü. M.) und das Matterhorn (4478 m ü. M.) als Standort ausgeschlossen worden. Der Bau der ersten Hütte auf der Signalkuppe begann im Jahr 1890 mit Sprengarbeiten. Das 35 Quadratmeter große Gebäude aus Pechkiefer wurde in Biella von Benedetto Pfetterich gezimmert, anschließend 1891 nach Gressoney-Saint-Jean verbracht und provisorisch zusammengebaut. Es folgte die Namenstaufe durch Königin Margarethe von Italien. Im Herbst erfolgte der Transport der Einzelteile hinauf zum Hochliecht auf 3140 m. Bevor 1893 der endgültige Zusammenbau durchgeführt wurde, transportierte man die ungefähr zehn Tonnen Baumaterial im Sommer 1892 an den Fuß der Gipfelflanke. Beim Aufbau wurde die Hütte im Fels verankert und mit einer Kupferverkleidung gegen Blitzschlag versehen. Am 18. August 1893 bestieg die Königin den Gipfel der Signalkuppe und nächtigte in der Hütte. Die offizielle Eröffnung fand schließlich am 4. September statt. Die damaligen Kosten betrugen 17.094,55 Lire.
Damals lag das Hauptaugenmerk auf einer wissenschaftlichen Nutzung. Nachdem der 5. Internationale Physiologenkongress 1901 in Turin beschlossen hatte, ein internationales physiologisches Laboratorium in den Alpen zu gründen, wurde die Hütte 1903 unter der Leitung Angelo Mossos erweitert und am 14. August der neuen Bestimmung übergeben. Sie bestand nun aus sieben Zimmern und einer Terrasse für Beobachtungen unter freiem Himmel. Noch im selben Jahr untersuchten hier Nathan Zuntz aus Berlin und Arnold Durig aus Wien drei Wochen lang den Einfluss des Höhenklimas auf den menschlichen Organismus.
Im Winter 1928/29 wurde dort eine Außentemperatur von −41 °C gemessen, am 25. Januar 2005 −37,5 °C.
1980 wurde die heutige moderne Hütte gebaut. Der dreistöckige doppelwandige Holzbau ist wie sein Vorgänger mit einem Kupfermantel versehen. Dadurch wird die Hütte nach dem Prinzip des Faradayschen Käfigs gegen elektrische Felder abgeschirmt, wie sie bei Blitzeinschlägen vorkommen. Die Versorgung der Hütte findet mit Hubschraubern statt, eine Materialseilbahn existiert nicht. Zur Wassergewinnung steht für Wirtschaftszwecke eine Schneeschmelzanlage zur Verfügung, für den sanitären Bedarf besteht keine Wasserversorgung. Noch heute beherbergt die Berghütte wissenschaftliche Einrichtungen für höhenmedizinische Experimente und ein Observatorium.

## Sonstiges
Die Dokumentation „Höhenrausch – Die Entwicklung der Höhenmedizin“ der deutschen Filmemacher David Pichler und Nicolai Niessen von 2022 folgt dem Höhenmediziner Marc Berger, seinem Forschungsteam und diversen Probanden bei einer Studie auf der Margheritahütte. Dabei erfährt der Zuschauer auch Hintergründe über die Geschichte der Hütte. Der Film wurde 2022 beim Internationalen Bergfilmfestival Tegernsee mit dem Preis des Deutschen Alpenvereins für den besten Alpinfilm der Kategorie »Erlebnisraum Berg« ausgezeichnet.